# Elizabeth Talbot
Elizabeth Talbot, née en 1582 et morte le 7 décembre 1651, est comtesse de Kent, collectionneuse de recettes médicinales et épouse d'Henry Grey, comte de Kent.

## Biographie
Elizabeth est la fille de Gilbert Talbot, comte de Shrewsbury, et de Mary Cavendish. Ses grands-parents maternels sont Sir William Cavendish et Bess de Hardwick. Elle a une sœur aînée, Mary Talbot, comtesse de Pembroke, et une sœur cadette, Alethea Talbot, comtesse d'Arundel. Elle grandit auprès de sa cousine Arbella Stuart, potentielle héritière du trône.
Elle est nommée fille d'honneur de la reine Elisabeth Ire en juin 1600.
Elle épouse Henry Grey le 16 novembre 1601, à St Martin-in-the-Fields. Le couple vit à Wrest Park, dans le Bedfordshire, où elle dirige une grande maisonnée. Ils n'ont pas d'enfants et le comte meurt en 1639. Par la suite, elle épouse peut-être l'écrivain John Selden, qui a travaillé pour le comte et à qui elle a légué la plupart de ses biens[réf. nécessaire].
Elle est une des dames d'honneur préférée de la reine Anne de Danemark. Son mari étant baron Gray de Ruthin au moment de leur mariage, elle est nommée « Lady Ruthin » dans les registres de la maison d'Anne de Danemark et est donc parfois confondue avec Barbara Ruthven, la favorite de la reine dans les années 1590. Lady Ruthin est un contact à la cour pour Anne Clifford et apporte ses cadeaux à Anne du Danemark, notamment une robe de satin blanc brodée de perles et de soies colorées.
En 1609, un poète italien, Antimo Galli, publie Rime di Antimo Galli qui comprend des strophes décrivant les invités et les participants au Masque de beauté. Il dédie son livre à Lady Grey. En 1610, elle danse lors du masque de Téthys le rôle de la « nymphe de Medway ».
En 1616, l'ambassadeur vénitien Antonio Foscarini offre un collier à la reine mais Lady Grey le lui rend. Il est dit qu'elle remplace Jean Drummond comme servante personnelle de la reine en octobre 1617. Son portrait par Paul van Somer comprend une tablette ou un médaillon orné du monogramme de la reine.
Le frère de la reine, Christian IV de Danemark lui écrit en 1619, lui demandant de veiller à conjurer la mélancolie de la reine. Après la mort d'Anne de Danemark, Christian IV lui écrit pour la remercier de son service, et elle lui répond en français depuis Somerset House.

## Livres de recettes
Après sa mort, sa collection de recettes médicinales est publiée, à l'origine sous le titre A Choice Manual, ou Rare Secrets in Physick and Chirurgery Collected and Practiced by the Very Honorable the Countess of Kent, late deceased. Les éditions ultérieures du livre ajoutent le sous-titre : Whereto are added several experiments of the vertue of Gascon powder, and lapis contra yarvam by a professor of physick. As also most exquisite ways of preserving, conserving, candying &c.. Le livre est populaire et connaît vingt-deux éditions. Certaines recettes reflètent l'influence en Angleterre de Paracelse. Les recettes médicinales sont un intérêt qu'elle partage avec sa sœur cadette, Alethea Talbot, comtesse d'Arundel.
Un livre publié en 1653 par W.J. Gent, intitulé A True Gentlewoman's Delight, est considéré comme sa collection de recettes personnelle, bien qu'il y ait des spéculations selon lesquelles le livre de cuisine aurait été écrit par le chef de la comtesse, Robert May, ou par l'éditeur lui-même.